# 太陽光発電
太陽光発電（たいようこう はつでん、またはソーラー発電、英: Photovoltaics, Solar photovoltaics、略してPVともいわれる）は、太陽光を太陽電池を用いて直接的に電力に変換する発電方式である。大規模な（特に設備容量が1メガワットを超える）太陽光発電所は「メガソーラー」とも呼ばれる。再生可能エネルギーである太陽エネルギーの利用方法の1つである。

## 概要

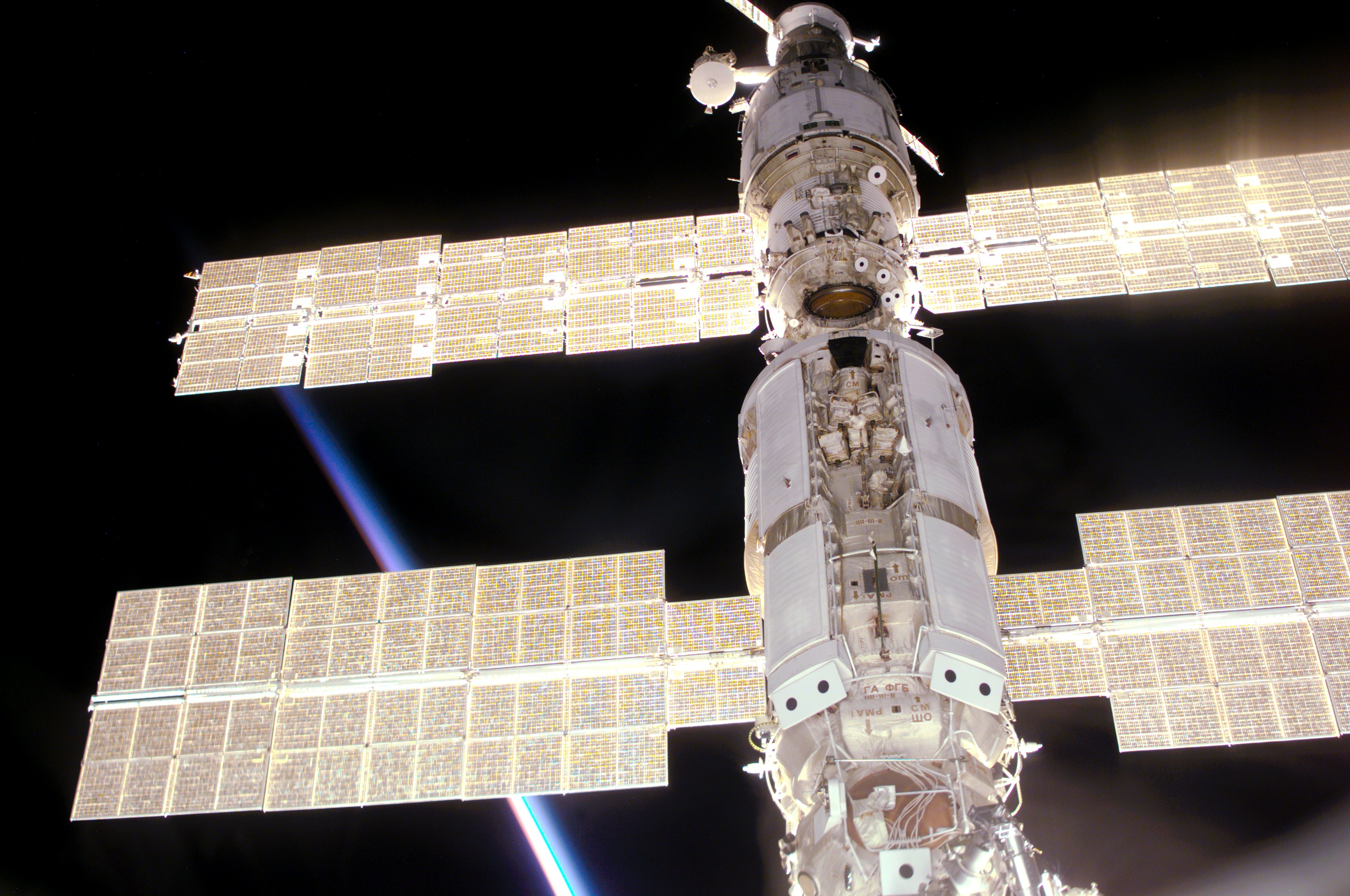
ISSの太陽電池パネル

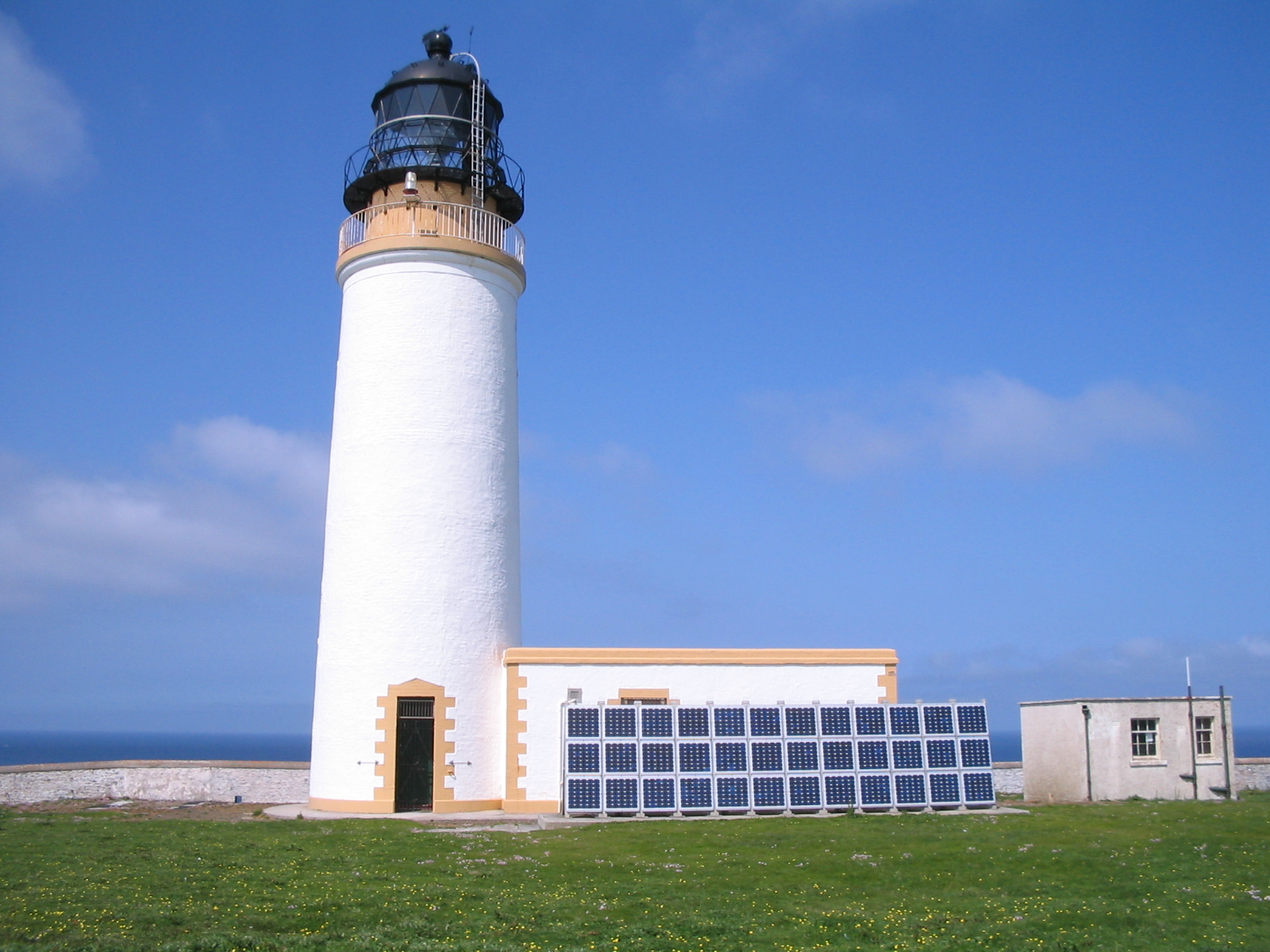
灯台の電源として用いられる太陽光発電設備

技術的特徴として、発電電力量が日照（気候・天候や季節、地形による差が大きい）に依存し不随意に変化する一方、昼間の電力需要ピークを緩和できる。さらに火力発電では不可避の化石燃料消費量と温室効果ガス排出量をともに削減できる。放射性廃棄物の処理や事故が起きた場合の汚染被害といった課題を抱える原子力発電への依存度を下げる手段としても活用されつつある。さらに、発電装置はパネル状なので屋上にも設置でき、本来であれば太陽光発電専用の敷地を必要としない。一方、メガソーラー式では太陽光発電専用の敷地を用意している。発電量を最大化するためには、太陽光が直角に当たるような最適傾斜角に合わせてソーラーパネルを設置する必要があるが、太陽光の角度は1年を通して変化するため、可動式の機構を設けない限りは、年平均の最適傾斜角に合わせる必要がある。
設備は1つ目として太陽電池、2つ目は電力として利用するために必要な電圧及び周波数を変換するインバータ（パワーコンディショナー）で構成される。発電が行われる時間帯・地域と電力需要が異なる場合には、蓄電池も組み合わせて調整される。
開発当初は極めて高価で、宇宙開発等限られた用途に使われた。近年は発電コストの低減が進み、多くの発電方法と比較して高コストながら、年間数十ギガワット単位で導入されるようになった（太陽光発電の市場動向を参照）。今後コスト低減や市場拡大が続くと見込まれ、各国で普及政策が進められると同時に、貿易摩擦に発展する例や、価格競争で倒産する企業が見られる。
SDGsの観点とパネルのコスト低下から目覚ましい勢いで普及しており、国際エネルギー機関（IEA）は太陽光発電が今後10年の再生可能エネルギーの供給拡大をけん引すると予想している。ビロル事務局長は「太陽光が世界の電力市場の新たな王様になるとみている」と述べている。

### 長所
- 装置
  - 発電部（セル）に可動部分が無くソリッドステートであるため、原理的に機械的故障が起きにくい（太陽電池#原理を参照）。
  - 規模を問わず発電効率が一定なため小規模・分散運用に向く。
  - 発電時に廃棄物、排水・排気、騒音・振動が発生しない。
  - 出力ピークが昼間電力需要ピークと重なり、需要ピーク電力の削減に効果がある[16]。
- 設置位置
  - 屋上に設置できるため、専用の敷地を必要としない
  - 需要地に近接設置が可能で送電コストや損失を最小化できる。
  - 蓄電池の利用で、非常用電源となりうる。
  - 運搬・移動に適した小型製品がある。
  - 他の発電方式と比較し設置制限が少ない。建築物の屋根や壁面に設置でき土地を占有せずに設置可能。
- 社会
  - エネルギー自給率を向上させる。
  - 稼働に化石燃料を必要とせず、エネルギー安全保障上で有利（#エネルギー収支を参照）。
  - 発電時に温室効果ガスを排出せず、設備製造等での排出も比較的少ない（#温室効果ガス (GHG) 排出量を参照）。

### 短所
- 装置
  - 送配電系統へ連結する場合、直流から交流へ、及び必要な商用電源周波数へ変換するためのインバータ装置が必要。
- コスト
  - 発電電力量当たりのコストが他の発電方法より割高である（#発電コストを参照）。
  - 設置面積当たりの発電電力量が、集中型発電方式に比べて低い。
  - 発電電力量に関してスケールメリットが効かず、規模を拡大しても発電効率が変わらない（コストにはスケールメリットがある）。
  - 夜間には発電できず、昼間も天候等により発電電力量が大きく変動する[17]。
- 発電環境
  - 高温時に出力が落ちる[18]（太陽熱発電と逆の特性。温度の影響参照）。
  - 影やパネルの汚れ、火山灰、降雪等で太陽光を遮蔽されると、電力出力が落ちる[18][19][20]。また、影はパネル全体にかからなくとも、部分的に影になるだけでも発電効率は大幅に低下する[21]。

- 環境

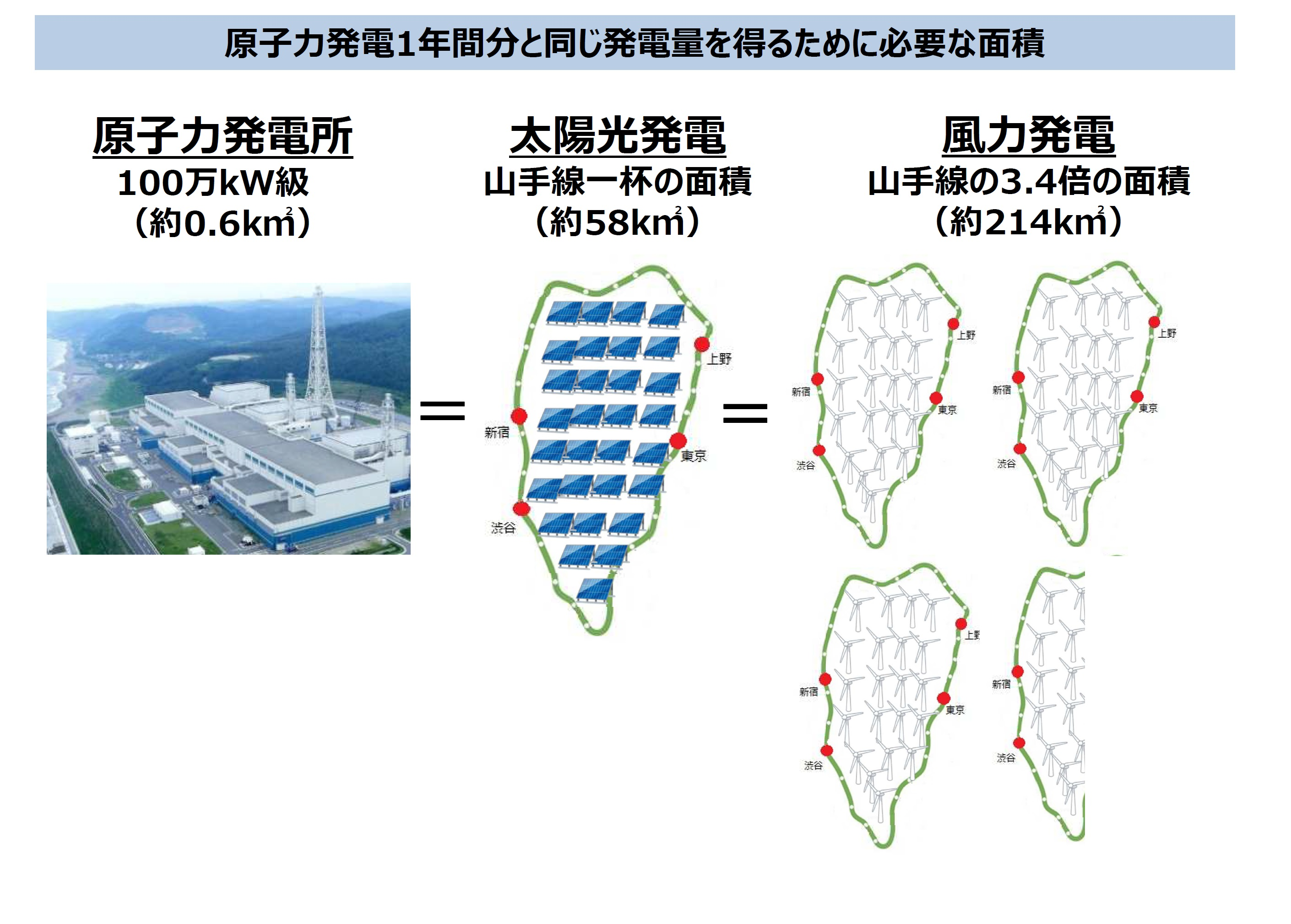
原子力と再エネに必要な面積

  - 十分な発電量を得るためには広い面積が必要であり[22]、景観・自然環境への影響や災害リスクの増大が懸念される。具体的には、発電施設建設のため森林が伐採されることなどによる動植物の生息環境悪化や土砂災害の危険性が指摘されている[23]。
  - 人家近くに設置された場合、パネルで反射された太陽光による光害や熱中症が引き起こされる[24]。
  - 火災等で設備が破損した場合、日中はもちろんのこと夜間であっても、炎の光で発電が継続されてしまうため、設備が新たな発火の原因になったり、放水による漏電で消火作業中の消防隊員が感電したりする恐れがある。なお、消防隊員が残火確認中に感電した事例も報告されている[25][26]。このため消火作業・鎮火宣言が遅れることがある。
  - 太陽光パネルの損壊部から、鉛やセレン等の有害物質が流出し、土壌汚染を招く危険がある[27]。破損したパネルを処理する場合は、排出事業者が処理責任を負う[28]。
  - 設置者は、感電の危険性や有害物質流出についての注意喚起し、災害時には安全のために立ち入り禁止としたり、破損部をシートで覆う等の危険防止策が必要となる[29]。
  - 経年劣化（後述）は避けられず、環境省の「太陽光発電設備のリサイクル等の推進に向けたガイドライン」によると、太陽光パネルの製品寿命は約25～30年とされる。日本国内だけでも2030年代以降、年間数十万トンの産業廃棄物が生じるものと推測されている[30]。
- 気温の上昇

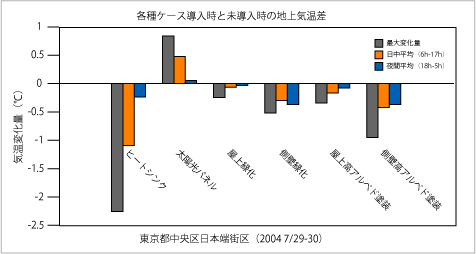
ヒートアイランド各種対策導入後の気温差グラフ

  - ヒートアイランド各種対策導入後の気温差グラフ都市部ではヒートアイランドの原因になる可能性がある。ソーラーパネルの設置により、パネルの両面から大気へと顕熱輸送が生じるため、パネルが無い場合に比べて周囲の気温が高くなる可能性がある。太陽光パネルによる影のひさし効果を期待する意見もあるが、実際には屋上とパネルは離れており、屋上面積が2倍になるのと等しく放熱面積もパネルの裏表からの2倍となりパネル設置前よりも温度は上昇する。そのため大規模に設置された場合、気温を上昇させる可能性がある[31][32]。
- 火災
  - 火災時の消火が困難である。太陽光発電は光があたると自然に発電するため、通電を止めることができずに、消火時の水を通して消防隊員が感電するおそれがある。パネルの表面は滑りやすく隊員が屋根で消火活動する際に滑落の危険性がある。そのため、感電しないように噴霧注水ないし遠くからの棒状注水を行う、高い絶縁性能を持つ手袋及び靴を着用するなどの工夫が要るが、不可能というほどでもなく日本で消火の妨げになったことはない[33]と言われていたが、2024年3月におきた鹿児島県伊佐市のメガソーラー火災では、放水すると感電や爆発の恐れがあるとして消火活動はされず自然鎮火するのを待つことしかできず鎮火まで20時間以上を要した[34]、また同年4月宮城の火災でも直接の放水ができず鎮火に22時間を要するなど、どちらも直接放水が困難で鎮火に時間を要している[35]。また、配線の損傷によりアーク放電が発生し、延焼を広げる可能性がある[36]。
    - 感電リスク低減対策として、遮光して発電量を落とす事が必要とされる。方法として、遮光のあるシートなどで覆う方法や[37][38]、黒色の水性ポリマーなど遮光性の塗料を吹きかける放射器などが開発されている。しかし、塗料は表面が濡れていると定着しにくいことや[39]、遮光シートは作業に手間がかかることなど課題もある[40]。
- 電波障害
  - パワーコンディショナ（GCPC）及びパワーコンバーター（DDPC）から発生した電波が無線機器に干渉し電波妨害や障害を起こす可能性がある。国の対応としてIEC（国際電気標準会議）に妨害波許容値設定モデルの提案をしている[41][42]。

### 設置場所
制約が少なく、腕時計から人工衛星にも用いられる。屋上、若しくは、地上に直接設置でき、太陽光を十分に受けられパネル重量に耐えられる場所であれば、建物の屋根や壁など様々な場所に設置可能である。
軽量柔軟なフレキシブル太陽電池では、重量や接地面形状の制約も減少する。剛性があるパネルであっても通常の半分程度まで軽量化し、耐荷重の制約を減らした製品も開発されている。
前述のように、人家近くや緑地を除去しての建設には弊害が大きい。波が穏やかな内水面に設置したり、海外では砂漠に建設したりする例もある。スイスでは鉄道の線路に設置する実証実験もされている。

## 装置構成
主に以下の要素で構成する。
- 太陽電池
- 架台
- 接続箱
- パワーコンディショナー
  - インバータ
  - 保護回路
- （直流側／交流側 開閉器）
- （売電用電力メーター）
- （チャージコントローラー）
- （蓄電池）
- 集光型ではフレネルレンズや放物面鏡など[52][53]

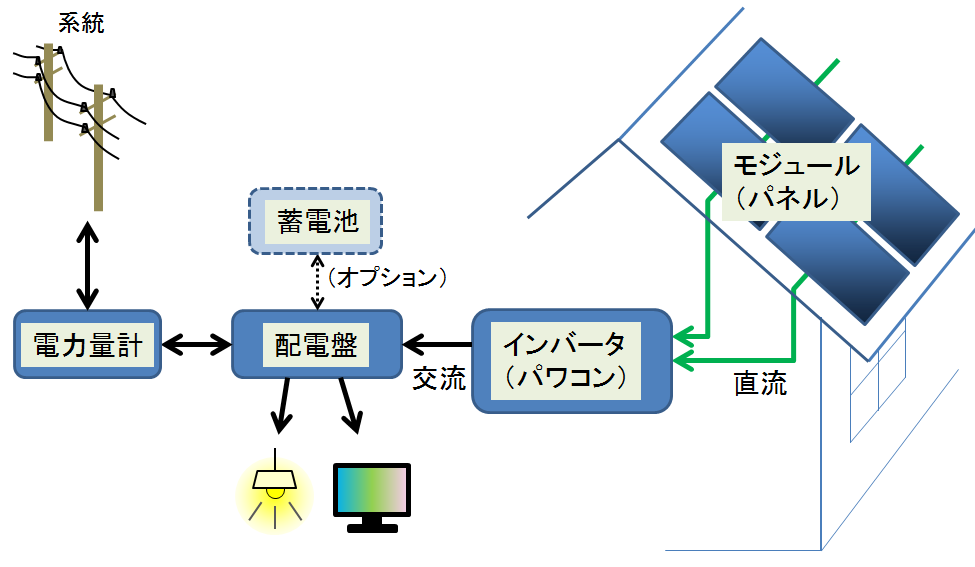
住宅用太陽光発電設備(系統連系型)の構成例

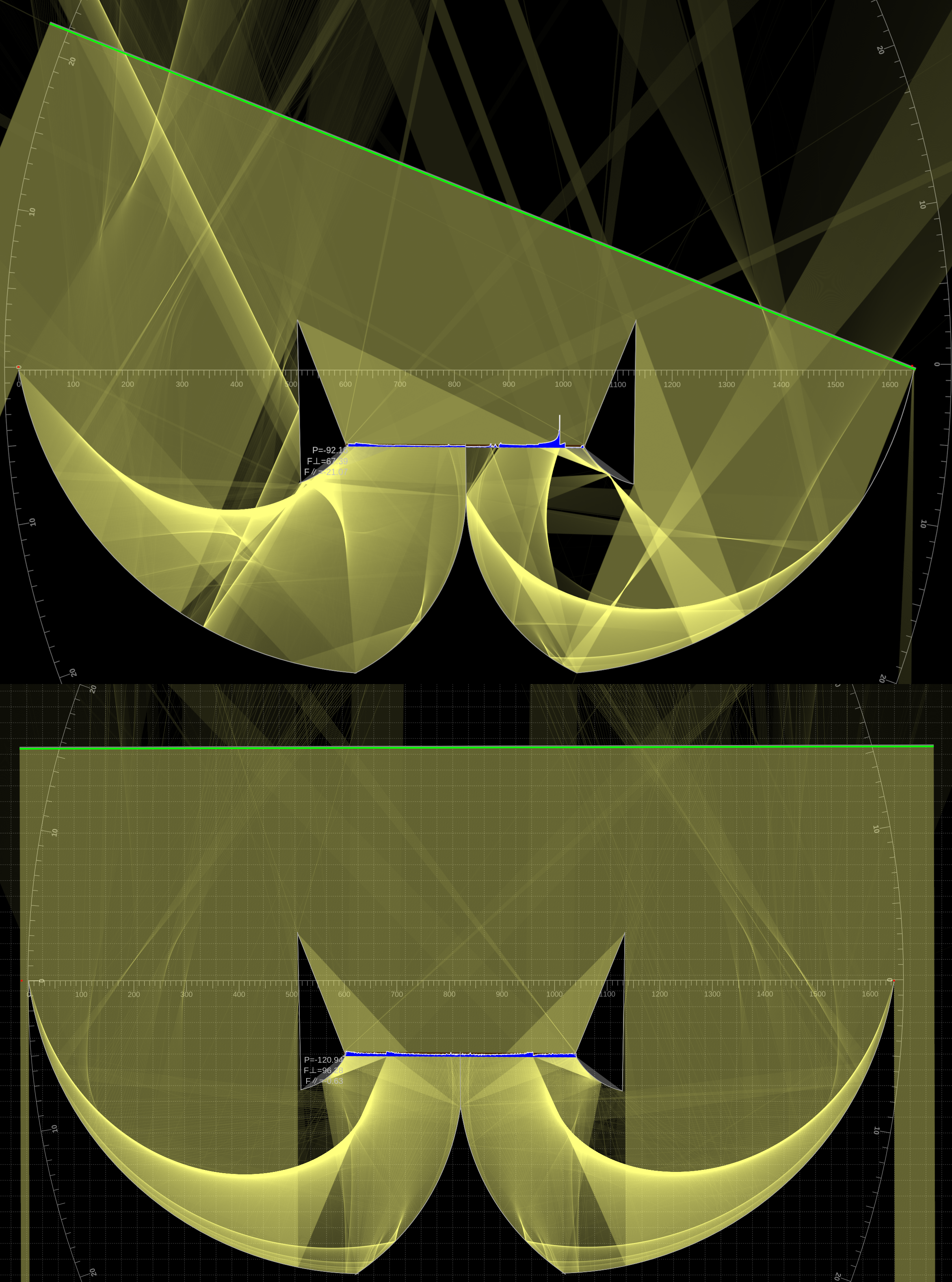
南中高度の変化に応じる不動型焦線集光

太陽電池からの電力は接続箱経由で取り出す。独立型での接続箱とインバータやパワーコンディショナーとの間には直流側開閉器が備わる。系統連系型の接続箱とパワーコンディショナーとの間にも直流側開閉器があるが、送電網につながる分電盤との間に交流側開閉器を備える。（余剰電力を）売電する系統連系型設備では売電用の電力メーターが買電力用のメーターと直列につなげる（全量を売電する系統連系設備では、太陽電池に繋がる配線と建物内配線を分離する）。
未電化地域や宇宙、遠洋・離島などの遠隔地や道路標識等の小電力用途では系統に繋がず、蓄電池や他の電源を組み合わせた独立型や独立蓄電型で構成される。
一般住宅用の系統連系型では高価な大型蓄電池の設置は稀であるが、災害等での停電時に電力供給を可能とする家庭用大型蓄電池製品も存在する。独立蓄電型に商用電力を常時併用し災害停電発生時に必要最小限の電力を連続供給する大型のUPSが発売された。

## 発電コスト

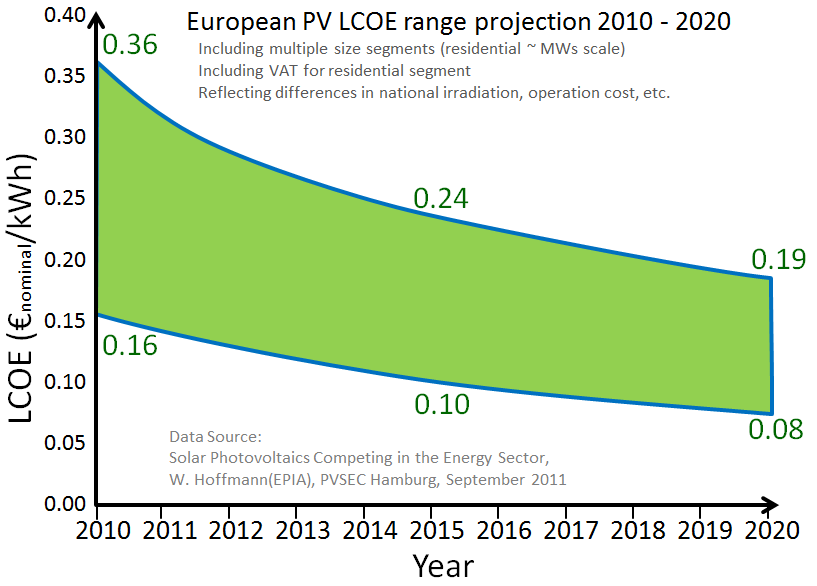
欧州での太陽光発電の発電コスト見通し

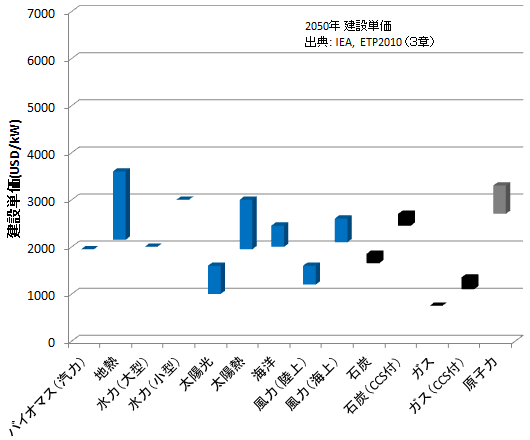
設備容量あたりの各種発電所建設単価予測 (2050年)

太陽光発電のコストは、一般的に設備の価格でほぼ決まる。運転に燃料費は不要であり、保守管理費用も比較的小さい。エネルギーセキュリティ向上などの付加的なコスト上のメリットも有する。特に昼間の需要ピークカットのコスト的メリットが大きいとされる。途上国で送電網が未整備な場合、消費電力に比して燃料輸送費や保守費が高い場所など（山地、離島、砂漠、宇宙等）では、現段階でも他方式に比較して最も安価な電源として利用されている。

設備導入費用の内訳は太陽電池モジュール（パネル）以外の工事・流通・周辺機器の割合が比較的大きく、日本国内では2011年時点でパネル製造費割合が2割程度とされる。
発電設備自体のコスト以外では火力発電や原子力発電の発電電力量の削減を進めるに伴い、需要と供給の各種変動ギャップを埋める費用発生も見込まれる。風力発電等の電源も関連する。スマートグリッド等の総合的な対策が各国で検討推進されている。
開発当初は高価で用途も人工衛星等に限られたが経験曲線効果に従い価格が低下した。現時点でもコストが比較的高く普及促進に助成が必要とされる国や地域もあるが、条件の良い地域では既にグリッドパリティが達成されている。中長期的には、風力発電と共にコスト（均等化発電原価）が最も安い発電手段の一つになると予測されている。
グリッドパリティ達成はモジュール価格で1ドル/Wp以下が目安とされた。2012年時点でパネルの種類によっては0.5 - 0.9ユーロ/Wp前後になっている。更なるコスト低減を表明する企業もある。
フランス・ドイツ・イギリス等で2020年までに順次既存の火力発電とコストで競い始めると予測されている。また、米国の好条件地域では、2012 - 2014年頃に天然ガス等の発電コストよりも安くなり始めると予測されている。

日本では補助金が中断した2005年頃から一時的に価格が上昇したが、2008 - 2009年にかけて普及促進政策が施行されてからは低減を再開した。
さらに、2012年7月に施行された再生可能エネルギー特別措置法に基づく固定価格買い取り制度により、「メガソーラー（大規模太陽光発電所）」に代表される産業用の太陽光発電の導入が進み、コストの下落が加速した。
蓄電池を用いる独立型システムについても、今後の価格低下と途上国での普及拡大が予測されている。
経済産業省によると、個別の発電では太陽光のコストは低いものの、出力の変動をカバーするために火力との連動が必要なことから総合的なコストでは太陽光のコストが最も割高になると試算された。他にコストを押し上げる理由として、規制を逃れるために大規模な太陽光発電所を50kW未満の低圧システムに分割する「分割案件」が横行していることがあげられている。
2021年において日本の太陽光発電のコストは1キロワット時13.5円（1ドル＝114円換算）である。これは5円の中国や6.5円のアメリカの2倍以上である。フランスとドイツはそれぞれ7.3円と7.6円でありいずれも日本より大幅に安い。日本は平地が少ないために整備費が嵩む傾向にある。

## 利用形態

### 独立蓄電
発電した電力を二次電池に蓄電利用し外部送電網に接続しない形態。夜間や悪天候時の発電量低下時も太陽光発電のみの発電で電力供給する場合利用する。系統連系に比べ蓄電設備にかかる費用・エネルギー・CO2排出量が増加するが、外部からの送電費用が上回る場合のほか、移動式や非常用電源システムで用いる。消費電力が少なく送電網から遠い場合にメリットが大きいが、送電網に近くても送電電圧が高い場合には変電設備よりも独立電源設備が安いことがある。一般向けに、小型の最大電力点追従制御機能(MPPT)と自動車用バッテリーで構築する製品も市販されている。
- 携帯用小型機器
  - 電卓・懐中電灯・腕時計など消費電力の少ない携帯機器を電池交換や充電せずに利用するために小型の太陽電池が内蔵されている。小型一次電池が比較的高価なためコスト面で有利である。
- 未電化地域での電源。
  - 送電網がない地域の照明や家電の電源。
- 移動時の電源
  - ソーラープレーンやソーラーカー・電気自動車の電源。
  - 砂漠移動時の電源
    - ラクダに積む場合がある。

  - 船舶の補助電源
    - 2008年から日本郵船と新日本石油（現：ENEOS）が自動車運搬船で実証試験を行った[83]。2012年には商船三井、三菱重工業、パナソニックがリチウム蓄電池付きシステムを搭載した自動車運搬船を進水させた[84]。

  - 宇宙空間での電源
    - 人工衛星や太陽から近い所を飛ぶ探査機で利用。
- 小規模電源
  - 庭園灯や街路灯や駐車券発行機などメンテナンスや配線のコスト削減のために利用。
  - ポータブルバッテリーへの蓄電。
  - 非常用電源。
  - 無線通信網の中継局や航空管制局[85]
  - 軍用・アウトドア用の可搬式電源
  - 自動車の換気用電源[86][87]。
  - 灯台用電源
    - 海上保安庁は灯台への太陽光発電の設置を進めている[88][89]。

### 系統連系

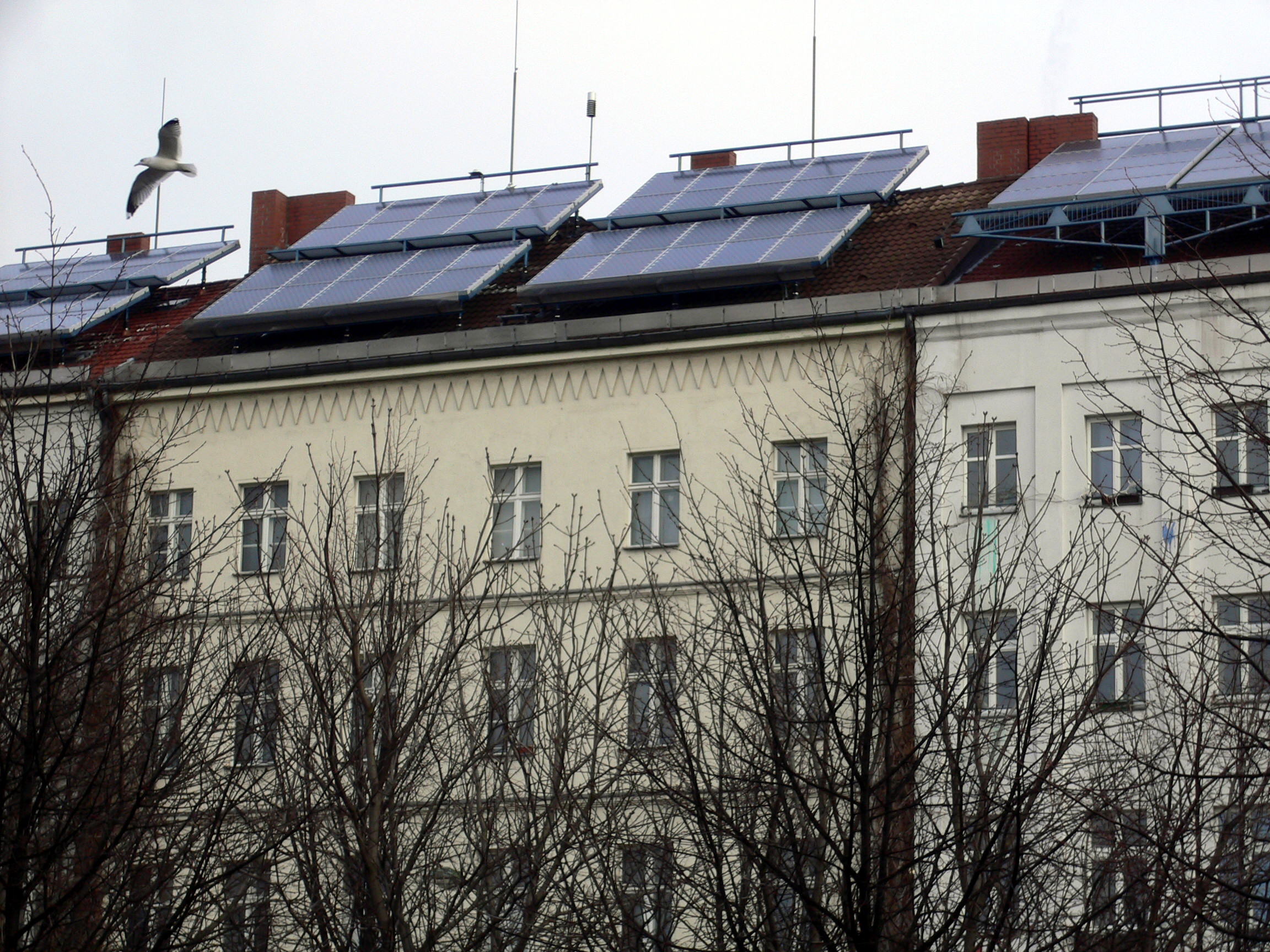
集合住宅での利用例

電力会社の送電網に同期接続する形態が系統連系である。送電網が近傍にある場合は、売電するために系統連系して利用する場合が多い。太陽電池モジュール→パワーコンディショナー→商用電線路という接続形態を取る。再生可能エネルギーの固定価格買取制度（FIT制度）では発電量が設置場所での利用量を上回る分を電力会社に供給する（売電）。電力を送電網に送ることを逆潮流と呼ぶ。夜間や悪天候時に発電量を利用量が上回ると系統側から電力供給する。一般に独立型より発電規模が大きい。独立蓄電型のような大容量の蓄電設備が不要であり、その分、発電量あたりのコスト・温室効果ガス（Greenhouse Effect Gas：GEG）排出量・ライフサイクル中の投入エネルギーが独立型より小さい。

## 出力変動
天候や気温で出力変動し曇天・雨天時は晴天時より大幅に発電量が低下し、夜間は発電できない。大規模な系統連系では変動が速すぎると他の電源による調整が追いつかない恐れがあるとされる。
- 比較的短い周期（数秒-数十分）の変動
  - 分散型電源では大規模化と分散化により速い変動成分が平滑化され電源網側での対処が容易となり、これをならし効果と呼ぶ。ある程度の導入量まで問題ないとされる[91]。米国での調査では特別な対策をしなくても系統負荷の3割以上の設備容量を系統連系可能とし[92]、過去の大規模な実証試験で変動を電力網側の調整余力で対応でき送電網全体で送電コスト低減によるメリットが上回ると報告されている[93]。さらに連系する容量が増加すると変動対策が必要になるとされる[91]。将来的にスマートグリッドなど系統全体の包括的対策が必要とする。
- 比較的長い周期（数時間-数日）の変動
  - 導入量が少ない段階では大きな心配はないとされる[91]。昼間の電力が余ると余剰分の調整が必要である。独立型設備で電力を太陽光発電に頼る場合はバッテリーを追加して需給の差をバッテリー容量の範囲で埋める。二次電池を備えた蓄電所で変動を吸収する計画もある[94]。

モジュールを複数の方向に向けて設置する場合個々の方向で最大出力になる時間帯がずれ、正午の瞬間最大出力が低くなる代わりに、他の時間帯に出力増加する。電力需要は時間帯で変動し一般に午後の方が多い。固定式設備の場合、電力需要との整合性の観点では真南よりも多少西向きに設置するのが好ましい一方で角度により発電量が減る場合がある。米国サクラメント市における解析例では、20度の傾斜を持たせて設置する場合、真南から30度西にずらすと、総発電量は約1%減少するが、容量が系統に貢献する度合いは25%近く増加し全体で経済的価値が大きくなると報告された。冷房需要の多い地域では日照と電力需要の相関関係が高い。

### 最大電力点追従制御
最大電力点追従制御 (Maximum power point tracking、MPPT) は、インバーターが太陽電池からの電圧と電流の積である電力が最大になる出力電圧で電流を取り出すための制御機能である。これにより、日射量に応じて最適の条件で電力を供給できる。インバーターが直流/交流変換動作を行わない場合、太陽電池の出力電流がゼロなら出力電圧は開放電圧 (Open circuit voltage; Voc) である。ある時点でインバータの電流制御によって太陽電池の出力電流を増やした時、インバータを通過する電力が増えれば次回はさらに電流を増やし、電流が増えて逆に電力が減れば次回は電流を減らす方法により、常に最大電力点を維持する。この制御方法を「山登り法」と呼ぶ。
住宅用太陽光発電用インバータでは太陽電池がアモルファス、結晶系など多様な電流・電圧特性を持つためいずれの特性の太陽電池に対しても安定に最大電力点に追従して運転することが求められることから最大電力追従のための一回の電流の変化幅と変化の速さ・頻度の選択が重要である。最大電力点追従制御は，インバーターでの直流運転電圧を太陽電池アレイと直流ケーブルを通した最大電力点の電圧に近付ける働きをする。最大電力点追従制御は太陽光発電システムの使用者による測定が困難でインバーターの直流/交流変換の効率と同じく製造者による性能表示が重要である
pwm制御に比べると制御回路は高額となるが、発電効率が高まって売電収入が増えるため、初期費用の回収期間は短くなる。

## 発電部の構成と特殊な製品例
太陽光発電設備の発電部は、多数の太陽電池素子で構成される。素子やその集合体には、規模や形態に応じて下記の様な呼称がある。

### セル

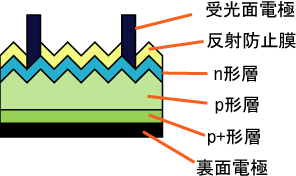
結晶シリコン型太陽電池（セル）の代表的構造

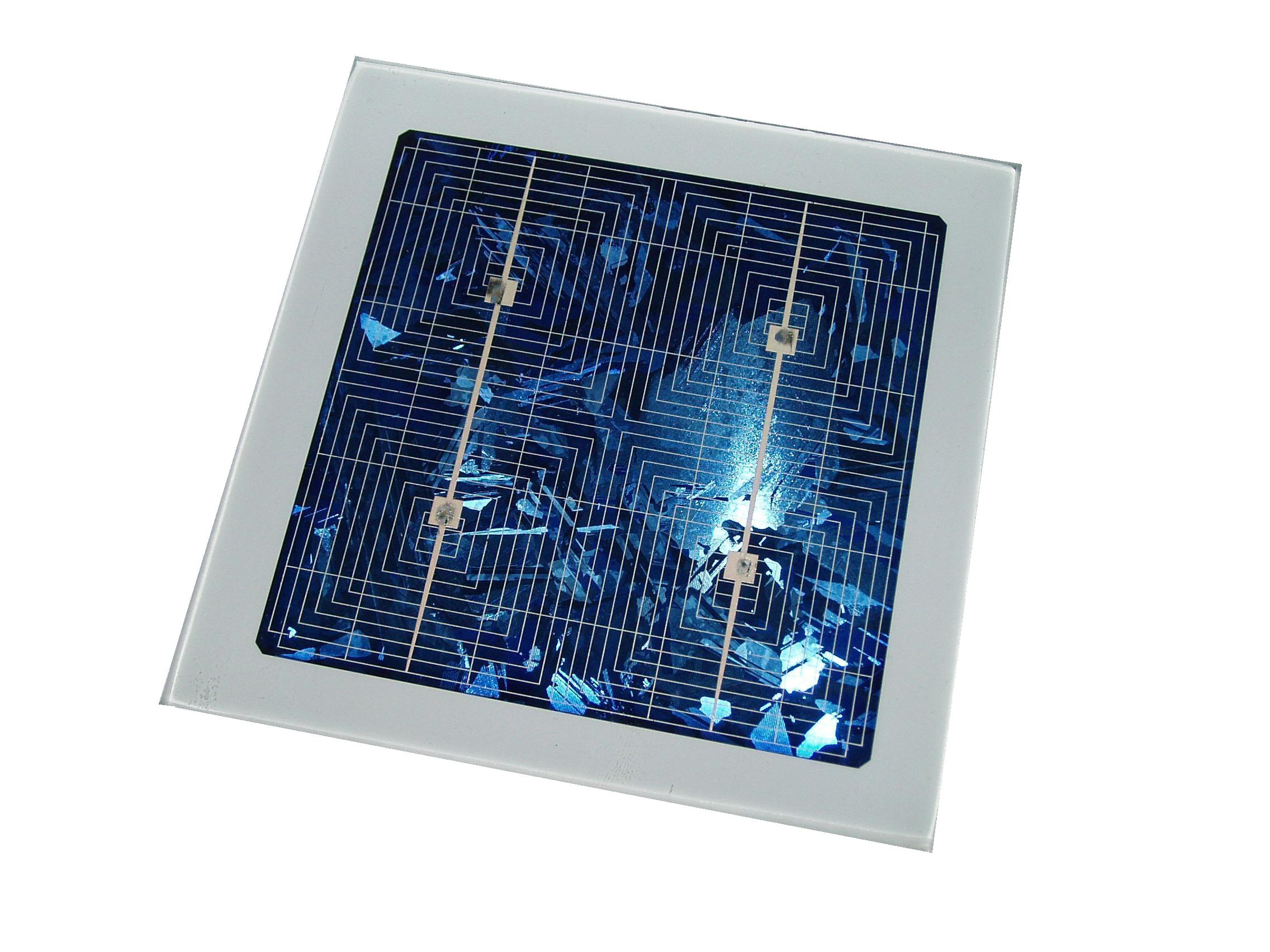
多結晶シリコン型太陽電池（セル）

太陽電池の単体の素子は「セル」(cell) と呼ばれる。素子中の電子に光エネルギーを吸収させ、光起電力効果によって直接的に電気エネルギーに変換する。（太陽電池#原理を参照）
1つのセルの出力電圧は通常 0.5 - 1.0 V である。複数の太陽電池を積層したハイブリッド型や太陽電池#形態の観点による分類では1セルの出力電圧が高くなる。必要な電圧を得るために通常は複数のセルをハンダ付けなどで直列接続する。薄膜型太陽電池では太陽電池を構成する薄膜の形成と並行して、セルの直列接続構造も造り込む（集積化）。

### モジュール
セルを直列接続し、樹脂や強化ガラスや金属枠で保護したものを「モジュール」(module) または「パネル」(panel) と呼ぶ。モジュール化で取り扱いや設置を容易にし、湿気や汚れや紫外線や物理的な応力からセルを保護する。モジュールの重量は通常は屋根瓦の1/4から1/5程度である。太陽光発電モジュールは「ソーラーパネル」(solar panel) と呼ばれることもある。この名称は太陽熱利用システム（太陽熱温水器など）の集熱器にも用いられる。
モジュール製品の例
- セルとセルの間に隙間を作り光を透過させる機能も併せ持つもの（タミヤ製作所）
- 高効率で狭い面積で済むもの
- 高温環境対策品（温度の影響）
- 強風対策品
- 塩害対策品
- 低角度設置に対応し汚れを落ちやすくしたもの
- 反射光を軽減し周囲に配慮したもの
- 網目状セルの半透過型（窓やビル壁面で利用）
- 着色しデザイン性を持たせたもの
- 軽量で屋根への負担を軽減したもの
- 両面から光を取り入れ周囲からの反射散乱光も利用するもの
- 曲げられるフレキシブル型（持ち歩きが容易）
- 平面や曲面に接着剤で貼り付け設置できるもの

### ストリング
モジュールを複数枚数並べて直列接続したものを「ストリング」(string) と呼ぶ。

### アレイ
ストリングを並列接続したものを「アレイ」(array) と呼ぶ。

## 経年劣化と寿命
大部分の製品が稼働できると推測される「期待寿命」とメーカーが性能を保証する「保証期間」がある。メーカーの製造ミスで早期出力低下などトラブルが起こることもある。通常の経年劣化による出力低下は20年で1割未満とされる。
- ソーラーパネルは税制面において、法定耐用年数が17年と定められている[101]。ただし産業用として設置されたものについては、形態によっては製造設備の一部とみなされるため、設備としての耐用年数（3∼17年）が適用される[注 2]。
- 屋外用大型モジュールの期待寿命は、過去の製品の結果から一般に20-30年以上とされる[103][104]。期待寿命は明確に定められておらず、統一基準も無い。
- モジュールは年月と共に徐々に性能低下する。世界各国の2000例近い各種太陽電池モジュールの経年劣化調査データのまとめでは、性能低下速度の中央値は0.5%/年、平均値は0.8%/年と報告されている[104]。
- 経年劣化を調査する実証実験[105]においてパネルの種類による経年劣化の違いを検証した結果をもとにすると、25年間に使用により単結晶シリコンパネルで出力が82 - 85%、多結晶シリコンパネルで86.8 - 89%、CISパネルで92.7 - 93.2%、ヘテロ接合（HITハイブリッドなど）パネルで90.4%、アモルファスシリコンパネルで74.6%に低下するという結果になる[101]。なお、屋外用モジュールの出力保証として、各メーカーが10 - 25年の出力保証を付けているが、定格出力に対して保証される経年劣化による出力は25年で80%など、それぞれ実験結果と比べて低い基準でもうけられている[106]。
- モジュールの強化ガラスとセルとの間に通常EVA等の樹脂が充填される。昔の製品は樹脂が紫外線で黄変（browningまたはdarkening）し性能が急速に劣化する場合があったが樹脂の改良やガラスにセリウムを添加する等の対策で解決された[107][108][109]。
- 経年劣化で発生する代表的変化としては、セルを固定するEVAなど樹脂がはがれたり（delamination)、湿気がモジュール内部に侵入し電極の腐食を起こす例が挙げられる[110][111]。製造企業の技量不足から比較的早期に性能低下し交換対象になる例もある[112]。
- アモルファスシリコンを用いたモジュールは屋外光で劣化しやすかったが現在では長寿命化され、20年以上の性能を保証する製品もある[113]。
- 太陽電池の型式により使用開始時に数%程度性能が低下しその後安定する挙動を示す（初期劣化）。定格値として初期劣化後の値（安定化効率）が用いられる[114][115]。
- 製品寿命予測のための加速試験手法として塩水噴霧や紫外線照射、高温多湿 (Damp Heat)環境試験などを用いる。検証手段として実際に屋外の環境に晒すフィールドテストが1980年代から大規模に行われ、現在20数年分のデータが蓄積された[116]。
- パワーコンディショナーなど周辺機器に寿命（10年?）があり部品交換などメンテナンスが必要である。
- 人工衛星の電源など宇宙空間での利用では温度差200℃程度の周期的な温度変化、打ち上げ時の振動、放射線による劣化などに対応できる必要がある[117][118]。このためモジュール（パドル）の構造、セルの材料や構造など各部にわたり対策が施される。
- 太陽光発電モジュールは長寿命なため、取り付ける架台や施工部分にも長寿命が求められる。一般の建築物同様に数年ごとの保守点検が推奨され、メーカーや代理店によっては定期保守点検プランを用意する場合がある。点検項目のガイドラインとして日本電機工業会が定めたものがある[119]。

## 発電可能な量

### 資源量

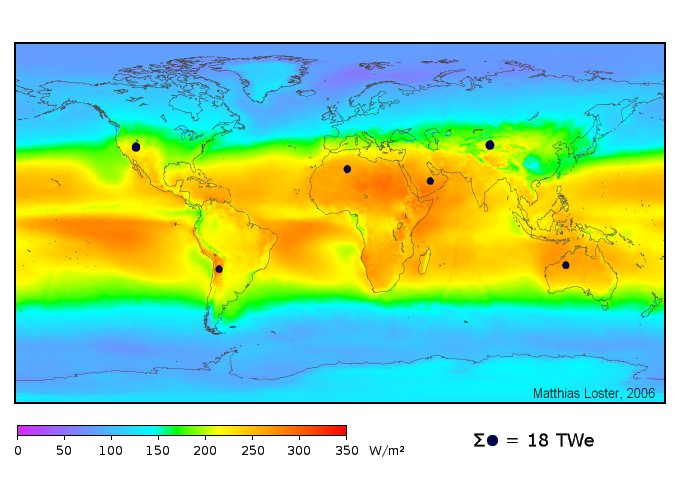
地球上の太陽光エネルギー資源量の分布（1991-1993年の平均、昼夜の変化や天候の影響含む）。黒点は変換効率8%と仮定して世界の主要エネルギー源を太陽光で十分賄うのに必要な面積（:en:Solar energy）

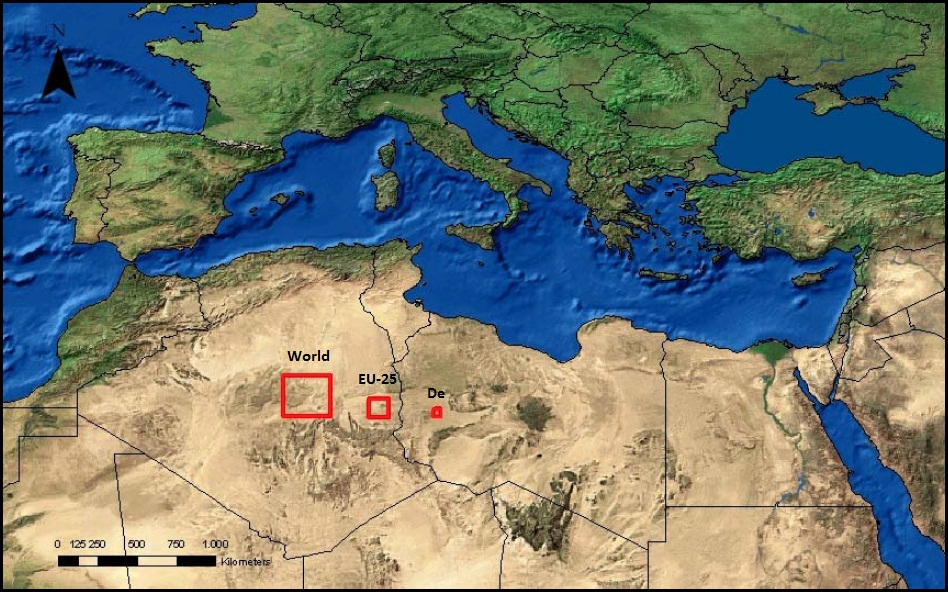
ドイツ、EU25カ国および全世界の需要と等しい電力を太陽エネルギーで発電するのに必要な面積

太陽は巨大な原子炉（半径7 x l0 ^ 5 km）であり、大量の放射エネルギー（3.8 x l0 ^ 23 KW、5800°K）を放出し、熱エネルギーに簡単に変換できる。太陽光のエネルギーは膨大で、地上で実際に利用可能な量だけで世界のエネルギー消費量の約50倍と見積もられる。地球に降り注ぐ太陽光の総エネルギー量173000 TWのうち僅か40 TWが光合成を経て有機物を生成する。人間活動で消費するエネルギー量はさらに少なく14 TWである。仮にゴビ砂漠に現在市販されている太陽電池を敷き詰めれば、全人類のエネルギー需要量に匹敵する発電量が得られるという。
生産に必要な原料は豊富で少なくとも2052年頃までの予測需要は十分満たせるとされる。シリコンを用いる太陽電池では資源量は事実上無限とされる。シリコンを用いない太陽電池はインジウムなどの資源が将来的に制約要因になる可能性があるが、技術的に使用量を減らせば2050年以降も利用可能とされる。太陽電池用シリコン原料の供給は2008年まで逼迫し価格が高止まりしたが各社の増産が追いつき2009年から価格低下が予測された。太陽電池専用シリコン原料生産技術は様々なものが実用化され、精製に必要なエネルギーやコストが大幅に削減されるとされる（ソーラーグレードシリコンを参照）。

### 日本における導入規模
世界的に見て、日本の平均年間日照量は最も日照の多い海外地域の半分程度であるが、ドイツなどより多い。国内では冬期に晴天が少なく積雪の多い日本海側で日照量（発電量）が少なく、太平洋側で多くなる。
潜在的には必要量よりも桁違いに多い設備量（7984GWp = 約8TWp分）が導入可能と見積もられるが、実際の導入量は安定電力供給の電源構成上の観点から決まると見られる。導入可能な設備量は102GWp-202GWp程度とされる。建造物へのソーラーパネル設置により期待される導入量が多く、2008年時点で将来の導入可能量は戸建住宅53GWp(ギガワットピーク)、集合住宅22GWp、大型産業施設53GWp、公共施設14GWp、その他60GWpとされていた。実際の普及局面ではその他に含まれる野立てが大半を占めた。
2020年の太陽光発電の累計導入設備量は64.8GWで、日本の年間総発電量のうち約7.9%を発電した。
科学技術振興機構は、2050年までに国土面積の8%で太陽光発電の設置が必要になると見積もっている。この見積もりでは森林伐採や山地造成を伴わずに、建物の屋根とソーラーシェアリングで必要面積のうち大半を設置できるとしている。

## 温室効果ガス (GHG) 排出量とエネルギー収支
GHG排出量は化石燃料電源の排出量より格段に少なく、利用するとGHG排出量を削減できる。エネルギーペイバックタイムやエネルギー収支比の点でも実用水準である。

### 主な影響要因
太陽光発電の発電電力当たりのGHG排出量や投入エネルギー量はシステム製造工程と設置環境での発電量でほぼ決まる。稼動時は燃料を必要とせずGHGを排出しない。メンテナンスや廃棄時に排出するGHGや投入エネルギー量も比較的少ない。
- 製造時GHG排出量や投入エネルギー量は用いる太陽電池#種類や量産技術、量産規模に影響される。生産量は単結晶シリコン型が最も多く多結晶シリコン型が続く[134]。薄膜型（アモルファス、CdTe、CIGS、積層型など）は比較的少ない。年間生産量が10MWから1GWになると設備容量あたりの投入エネルギー量が半分以下と計算される[122]。
- 設置地域で寿命まで発電できる量は日照時間や温度の影響を受ける。緯度や気候のデータや過去の実績から大まかな予測が可能である[135]。

### 温室効果ガス (GHG) 排出量
製造時等では温暖化ガスの排出を伴うが、発電中は全く排出しない。採鉱から廃棄までのライフサイクル中の全排出量をライフサイクル中の全発電量で割った値（排出原単位）は数十g-CO2/kWhであり、化石燃料による排出量(日本平均690g-CO2/kWh）より桁違いに少ない。
- 日本での排出原単位は一般家庭で29-78g-CO2/kWh（稼働期間20年の場合。30年だとこの2/3）と算出される[132][134]。削減効果の目安は660g-CO2/kWhとされる[132]
- 欧州南部の見積もりでは結晶シリコン太陽電池は現状25-32g-CO2/kWh、将来は約15g-CO2/kWhに減少すると見積もられている[137]

### エネルギー収支
エネルギー源としての性能を比較する際に、エネルギーペイバックタイム (EPT) やエネルギー収支比(EPR)が指標として用いられることがある。製造や原料採鉱・精製、保守等に投入されるエネルギーに対して得られる電力の大きさを示す。ライフサイクルアセスメント(LCA)の一環である。エネルギー収支や環境性能の実用性を否定する意見は都市伝説として否定されている。
現状でEPTが1-3年程度、EPRが10-30倍程度とされる。

## 世界各国の状況
世界の太陽光発電容量上位10か国は下記の通りである。日本の経済産業省は、国土面積あたりの導入容量は主要国の中で日本が最大級としている。
| 順位 | 国             | 発電容量                                 |
| ---- | -------------- | ---------------------------------------- |
| 1位  | 中華人民共和国 | 662 GW（政府公表値） 704 GW（IEA試算値） |
| 2位  | アメリカ合衆国 | 169.5 GW                                 |
| 3位  | インド         | 95.3 GW                                  |
| 4位  | 日本           | 91.4 GW                                  |
| 5位  | ドイツ         | 81.6 GW                                  |
| 6位  | スペイン       | 37.6 GW                                  |
| 7位  | ブラジル       | 35.5 GW                                  |
| 8位  | オーストラリア | 34.6 GW                                  |
| 9位  | イタリア       | 30.3 GW                                  |
| 10位 | 韓国           | 27.8 GW                                  |

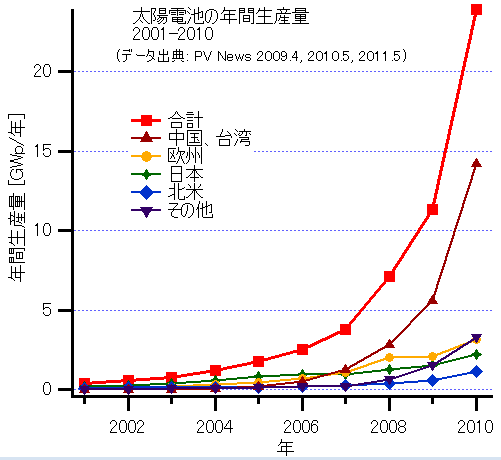
世界の太陽電池（セル）生産量

世界全体の太陽電池生産量は指数関数的に拡大し続ける。PV NEWSの集計は2010年の生産量が2009年に比べ111%増加し23.9GWp(ギガ・ワットピーク)となった（値は調査会社で異なりPhoton Internationalは27.2GWpとする）。地域シェアは中国台湾合計59%、欧州13%、日本9%、北米5%、他14%である。
世界全体の2010年の太陽光発電導入量はEPIAの集計では16.6GWpである。solarbuzz社の集計で18.2GW、額が820億米ドル（約6.5兆円）である。地域別年間導入量は欧州（13.2GWp）、日本(0.99GWp)、北米(0.98GWp)、中国(0.52GWp)、APEC(0.47GWp)、他(0.42GWp)である。
市場規模は2025年に太陽電池約9兆円、構成機器全体で約13兆円、システム構築市場が約18兆円となり、それぞれ2009年の5倍以上に達するとも予測されている。

### セル製造シェア
2015年の世界市場の太陽電池セル製造メーカー上位3社のシェアは次の通りである。上位10企業のシェアの合計は53%で、2008年の54%から低下した。供給過剰と価格競争が続き旧来の大手企業が倒産する例がある。
| 中国 | トリナ・ソーラー | 7% |
| 中国 | Ja Solar         | 7% |
| 韓国 | ハンファQセルズ  | 7% |

### 太陽電池セル製造用装置メーカー
2008年の世界市場の太陽電池セル製造装置売上高トップはアプライド・マテリアルズであった。以下Roth & Rau、Centrotherm、OC Oerlikon Balzers、アルバックと続く。

### 政策
- 固定価格買い取り制度（フィード・イン・タリフ制度）で法的に電力買取価格を保証する国が増加し[151]、普及促進効果が報告された[152][153]。普及量世界一のドイツでは国内の設備導入費用が2006年から5年間で半額以下になった[154]。一方で供給過剰と価格低下でQセルズ、ソロン、ソーラー・ミレニアムが破綻した。また、電気料金への転嫁による消費者負担も問題となり、2012年6月ドイツ連邦議会は買い取り価格の20 - 30%の引き下げに同意し同年4月に遡って適用された[155][156][157]。

- 欧州委員会は2007年1月に、2020年にはEUで電力の34%程度が風力や太陽光などを含む再生可能エネルギーで賄われる可能性があると予測した[158]。2008年12月には、2020年までにエネルギー需要の20%に再生可能エネルギーを使用すると決定した[159][160]。
- モジュール製造で中国がシェアを大幅に拡大した[148]。米国は中国による政策的ダンピングとして高率関税をかける決定を下し[161][162]、中国は米国をルール違反として反論する等[13]、貿易戦争が激化した[13]。

### 誤情報・偽情報
太陽光発電に関して、反対派により様々な誤情報・偽情報が拡散され、普及が阻害される可能性がある。化石燃料業界とその支持者は反対派を支援し、誤情報・偽情報の拡散に貢献している。反対派が発信する情報は専門家、ファクトチェックにより反証されている。

## 日本の状況

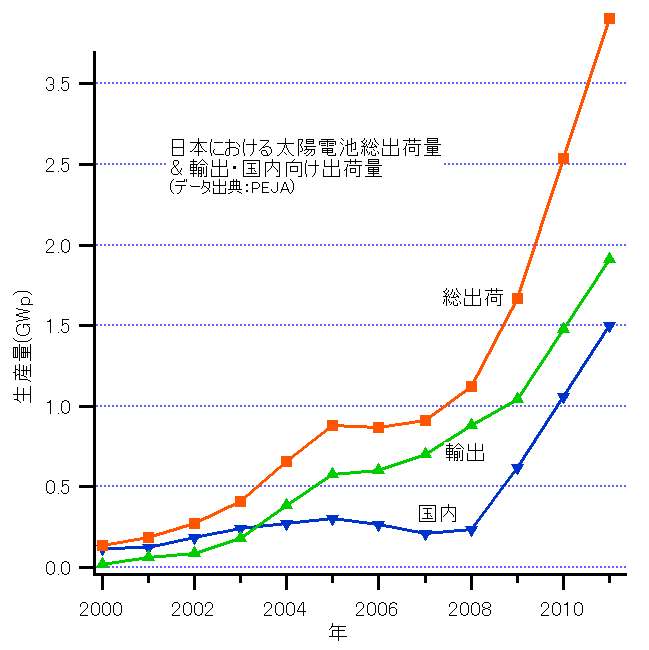
日本における太陽電池の出荷状況

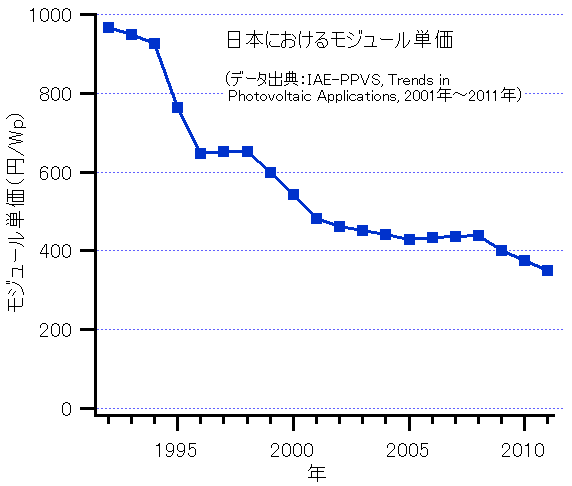
日本におけるモジュール単価の推移

日本は1970年代のオイルショックから開発と普及に力を入れた。生産量や導入量で長く世界一であり、最盛期の太陽電池出荷量は日本1国で欧州・米国・中国を足した数に匹敵していた。
2005年に新エネルギー財団 (NEF) の助成が終了すると国内市場は縮小し、価格が下がらなくなった。
パネルの生産拡大は続いたが、2000年代後半には中国一強状態となって急激にパネルのシェアを落とし、2010年のパネル生産世界シェアは9%に低下した。

2008年以降助成策強化で国内市場は拡大し価格が下がり始めた。（右図) 
 関連産業の規模は2010年度見込みが約1.3兆円、2011年度に約1.5兆円に拡大（約半分がセル・モジュールで半分が他産業）と予測された。
2011年3月の東日本大震災後、日本政府による自給エネルギーの確保と低炭素社会の実現という政策で、化石燃料や原子力に依存し過ぎないエネルギーミックスを推進。2012年7月には再生可能エネルギーの固定買い取り制度が導入され、新規事業者の参入が相次いだが、その後の買い取り価格の段階的な引き下げで市場拡大のペースが鈍化、事業者の乱立の影響もあり競争は激化し、早くも淘汰の時代に入り、倒産業者数も2015年度には54件と前年度比較で倍増、2016年には1月ー9月だけで42件（負債総額185億200万円）に上った。2016年には日本ロジテック協同組合（東京都）、太陽エナジー販売（神奈川県）、サン・エコイング（兵庫県）などが倒産した。
2015年4月30日、東京証券取引所がインフラファンド市場を創設し、太陽光発電を投資対象とする投資法人が上場した。
国内では、国内パネルメーカーの世界シェア激減が続き撤退が相次いだほか、メガソーラーなどの大規模発電に適した土地が少なくなっていった。2018年において住宅の屋根に太陽光発電を置いているのは全国で約200万戸であり、これは住宅全体の7％である。国民が多額の費用を負担することにより太陽光発電の普及を後押しする買い取り制度について、2019年には50万件・200万キロワット分の太陽光発電の買い取り義務が終わり、太陽光発電協会は2050年に2億キロワットの国内累積導入量を目指す長期目標を立てた。

### 日本の太陽光導入政策と成果／2011年から現在まで
日本では2011年現在余剰電力買取制度（固定価格買取制度）と国・自治体の各種助成策が実施された。2012年からはさらに公共産業向け設備への全量買取制度が導入されると共に、他の再生可能エネルギーも全量買取対象に加わる。これらの制度はFIT制度と呼ばれているが、2020年にはFIT制度は廃止される見込みだ。
共同で太陽光発電所を設置・運営し売電収入を分配する市民共同発電所の設置例・検討例がある。
これらのFIT政策により太陽光発電導入は2013年から急激に進み、
太陽光発電設備の発電能力容量は2015年の末までには3000万kW（30GW（ギガワット））であったが、2017年3月にはほぼ40GWに達した。さらに太陽光発電協会は2018年中には累積発電能力容量は40－50GWになるだろうと予測した。 実際に、政府の再生可能エネルギー調達価格等算定委員会は2018年3月の発電能力容量は44.5GW、2019年は56GWであったと発表した。政府の2030年エネルギーミックスの太陽光導入目標値は88GW以上とされたが、これは達成可能な数値であり、むしろ導入抑制のために政府はメガソーラー認定取り消しを実施した（2030年エネルギーミックスの再生可能エネ発電導入は目標22-24％だったが、2021年の政府方針では30％程度に引き上げる）。実際の発電量については、2018年の日本の全発電量に占める再生可能エネルギー発電量は15％だったが、そのうち従来水力発電が7％、太陽光発電7％、その他が1％であった。2019年には再生可能エネルギー発電量は16％より多くなり、この中で太陽光発電量が増えて水力発電量を追い越す。2030年には再生可能エネルギー発電量は30％程度になる予定。
太陽光発電の日本平均の設備利用率は夜昼年間を通すと全体の13%だと計算されている。すなわち日本の天候では年間365日ｘ24時間すなわち8760時間のうち1100時間だけ、太陽光パネルがフル発電しそれ以外の時間は休止している計算である。結果として1kw太陽光パネルは日本では1年間に1100kWh発電する。40GWの太陽光発電装置による年間発電量は、40GWｘ1100時間＝年間440億kWh程度であり、2017年の日本の電力総需要（0.9兆kWh）の5％以上が太陽光発電でまかなわれた。日本では2018年の昼間電力については1割以上を太陽光発電に依存している。
晴れた日の昼間は冷房のため電力需要が12時以降に増加するが、太陽光発電の発電量も10時から14時までが最大で、夏の冷房等電力需要と供給の時間バランスはおおよそ一致している。
10－14時は定格発電能力の6－7割の出力があり、需要の増加に対応して太陽光は電力供給量を補うことができている。少し古いデーターだが2015年夏の場合、沖縄電力を除く他の9電力会社の管内では10-14時の時間帯に30ＧＷの太陽光発電設備によって1千万kW以上すなわち原子力発電所10基稼働分程度の太陽光電気を供給してエアコン電力需要に対応した。半面、太陽光発電は4-5月と7-8月の正午頃に最大発電するので、その季節には再稼働原発数が多い九州電力では電力の供給が需要を上回り、昼間に太陽光発電による電気の受け入れ拒否を行う日数が増加している。
2021年には法規制を逃れるための「分割案件」が横行していることが経済産業省の有識者会議で問題視され、10kWh未満の地上設置型について分割時の審査が行われることになった。

### 太陽光発電システムメーカー

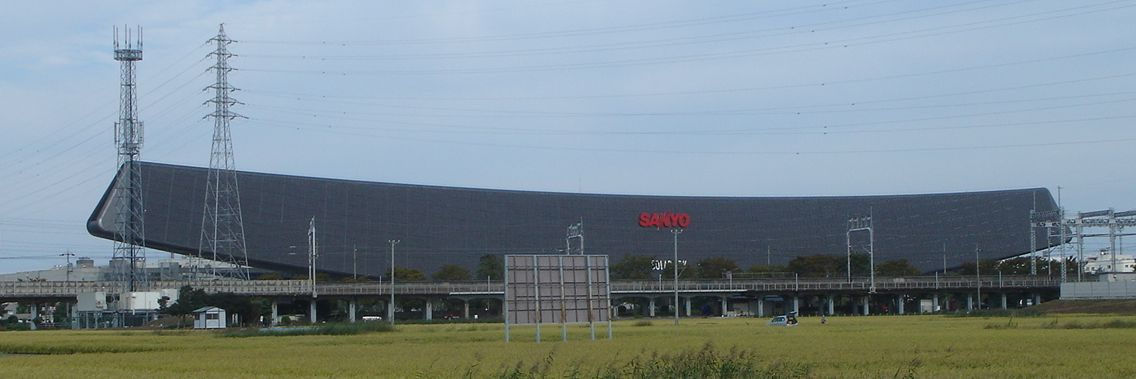
ソーラーアーク

日本の太陽電池生産企業大手としてはシャープ、京セラが挙げられる。三菱電機は2020年に生産撤退、三洋電機は2009年にパナソニックに子会社化されたのち、2021年に住宅用パネル生産撤退、ソーラーフロンティアは2022年に生産撤退した。
2010年時点の国内出荷量の約8割は住宅向けで一戸建て向けが中心であるが集合住宅での導入例も見られる。
他にセル生産や部材供給に関わる企業が多数存在する（例：）。
日本企業が撤退していき、中国やカナダ等海外からの日本市場参入が見られる。

### 施設の破壊・盗難
2017年5月16日、兵庫県内の複数の太陽光発電所から送電ケーブルを盗んだ電気工事業者が逮捕された。被害は50件、約9,100万円。山間部など人目のつかない、警備の手薄な発電所が狙われており、状況によっては防犯体制などのリスクや対策費用が必要となること判明している。
2023-2024年頃には、資源相場の高騰から銅スクラップの価格が上がったため、太陽光発電所や鉄道インフラなどから夜間に銅製のケーブルを切断する窃盗事案が急増している。このような窃盗事件は特に茨城県や栃木県などの北関東で多発しており、茨城県警は資源エネルギー庁に情報を提供し発電事業者に対して定期的に注意喚起を行っている。一方、政府が銅スクラップ事業者に対して盗難の疑いのあるケーブルの買取に対して身分証明の提示などを求めるといった規制を設けていないため、窃盗事件が減少する可能性は当面低く、事業者側は自助努力でケーブル盗難を防止することを余儀なくされている。

### 住宅用ソーラーパネル導入時のトラブル
住宅用ソーラーパネル設置には下記の困難がつきまとうので注意が必要である。
太陽光発電は屋根に設置することもあり、しっかりした工事をしないと雨漏りに繋がる。しかし訪問販売業者は、施工コストを削るために足場が必要な現場でも設置しない、下請け業者を使って安く済ませる、メーカーの認定を受けていない等、工事の質が悪い。
雨漏りについては、建築した業者に許可等がなく設置をすると、建築した会社の保証なども利かなくなり、さらに訪問販売業者の対応もずさんであると、住宅にとって、雨漏りは構造躯体の腐食、シロアリの原因など致命傷に直結する。そういった防水処理の知識がない、または経験の浅い業者での施工により雨漏りに繋がっているケースも多々ある。
2019年1月28日、消費者庁消費者安全調査委員会がまとめた報告書によれば、2017年11月までの約10年間で住宅用太陽光発電システムから火災、発火、発煙、過熱が生じた件数は127件。うち、少なくとも7件は屋根側にも延焼した（ただし、住宅用太陽光発電システムは、2018年10月時点で全国約240万棟に普及しており分母になる数は非常に大きい）。火災となったケースは、いずれもシステムと屋根が一体型となったもので、報告書では注意を呼びかけている。
「売電収入により自己負担がない」といった不実告知や、居座りなど強引な勧誘をおこなう業者による問題も多数生じている。

### メガソーラー建設による環境への影響と反対運動
個人宅屋根やビルなど巨大施設屋上及び壁面・平地への太陽光パネル設置と異なり、山地丘陵での森林伐採など山林を切り崩しての太陽光パネル設置（工事）に加え、建設後に関しては水質汚濁や豪雨災害時における土石流、地滑りなど土砂災害の危険や土壌流出などによる砂漠遷移化といった環境破壊を招くことがある。そのため、景観への悪影響や土砂災害を誘発するおそれがあるなどとして、特に大規模太陽光発電所（メガソーラー）への反対運動が各地で起こっている。2021年4月1日時点で太陽光発電設備関連の設置規制条例が146市町村で設けられ､都道府県単位でも兵庫や和歌山､岡山県では制定されている。奈良県五條市では、2021年に当時知事だった荒井正吾が、市内のゴルフ場跡地に大規模防災拠点を建設する計画を立てていたが、その後新たに就任した山下真知事が「防災拠点計画は内容が非現実的で、建設に90年はかかる」などとして、メガソーラー建設へと計画を変更し、地元住民らから反発を受けている。2025年、計画は断念された。
太陽光発電の設置にあたり、地域の景観保全、住民の価値観を取り入れながら、エネルギー転換の必要性と地域へのメリットを啓発することで、慎重に合意形成を得ることが求められる。

### 悪徳事業者の横行
建設の見込みのない太陽光発電事業を巡り北海道から補助金5960万円を詐取した詐欺事件で「アサミ」代表ら3人が逮捕された事件があった。この事件への自民党吉川貴盛の関与疑惑が取り沙汰された。当初被告の会社は信用力が乏しいにも関わらず日本政策金融公庫から7億2000万円もの融資を得て、北海道からも5960万円の補助金を獲得したが、この交渉に関与して逮捕されたコンサル企業「環境保全農林」代表の男が「申請の補助金について、バッジの方等色々、ご報告とご相談をしたところ、すでに助成金5000万円が決定しているとのことでした」とのメールを送信していたことが判明し、この口利きを行っていたのが吉川であると話題になった。大臣会見でこの話題について問われると吉川は「お答えしようがない」と述べるのみであった。
このコンサルは吉川の古くからの知り合いで、秘書とも親しく、たびたびパーティー券を購入し、太陽光発電事業についても吉川と相談して、北海道電力と日本政策金融公庫の窓口を紹介されたと話している。

## ソーラーシェアリング
地面に太陽光パネルを設置する太陽光発電のなかでも、農地で3m程度の高さで前後の間隔を開けた架台にパネルを設置し、作物の栽培と太陽光発電を両立させる技術があり、営農型太陽光発電（ソーラーシェアリング）として知られる。
ソーラーシェアリングでは、植物には光飽和点と呼ばれる特性がそれぞれあり、作物によっては一日あたりの光合成における日光の吸収量に上限があることを利用している。このため、太陽光パネルの隙間から当たる日光でも一日当たりの日射量がその作物の光合成に十分であれば栽培が可能となり、農業と太陽光発電を両立できる。
営農型太陽光発電は、エネルギーと食糧の両方の問題を「一石二鳥」で解決できる手法として国内外で増加しつつあり、海外では例えば牧草地に太陽光パネルを並べて酪農と太陽光発電を両立させるといった事例もある。
科学技術振興機構は、20,900km2の日本の農地がソーラーシェアリングに利用できると分析している。

## 宇宙太陽光発電
宇宙で太陽光発電を行う宇宙太陽光発電構想がある。
太陽光発電用の人工衛星を打ち上げ、発電した電力をマイクロ波またはレーザー光に変換して地上の受信局に送信し、地上で再び電力に変換する構想である。宇宙空間の太陽光は、大気で減衰される地上より強力であり、大気圏外では地球上の天候（雲）や季節に左右されない。